# Macromidia hangzhouensis
Macromidia hangzhouensis är en trollsländeart som beskrevs av Zhou och Wei 1979. Macromidia hangzhouensis ingår i släktet Macromidia och familjen skimmertrollsländor. IUCN kategoriserar arten globalt som otillräckligt studerad. Inga underarter finns listade i Catalogue of Life.